# Penang Open 1961
Die Penang Open 1961 im Badminton fanden Ende Juli 1961 statt.

## Sieger und Finalisten
| Disziplin              | Sieger                   | Finalist                   | Ergebnis          |
| ---------------------- | ------------------------ | -------------------------- | ----------------- |
| Herreneinzel           | Somsook Boonyasukhanonda | Yew Cheng Hoe              | 15-12, 15-13      |
| Dameneinzel            | Ng Mei Ling              | Teoh Siew Yong             | 11-12, 11-6, 11-4 |
| Herrendoppel           | Teh Kew San Johnny Heah  | Eddy Choong David Choong   | 15-8, 15-5        |
| Mixed                  | Bobby Chee Ng Mei Ling   | Ng Boon Bee Tong Yee Cheng | 15-10, 15-1       |
| Veteranen-Herreneinzel | Teoh Choon Sooi          | H. M. S. Shahid            | 15-7, 15-4        |
| Penang Plate           | Tung Eng Keong           | P. S. Anthony              | 15-1, 11-15, 15-6 |